# Larry Tesler
Lawrence Gordon "Larry" Tesler (født 24. april 1945, død 17. februar 2020) var en amerikansk datalog, der arbejdede inden for menneske-maskin-interaktionsområdet. I sin karriere arbejdede han for firmaer som Xerox PARC, Apple, Amazon og Yahoo!
I tiden hos PARC var han med til at udvikle det første dynamiske objektorienterede programmeringssprog, Smalltalk, samt Gypsy, det første tekstbehandlingsprogram med grafisk brugerflade til Xerox Altoen. Som en del at dette arbejde udviklede han sammen med kollegaen Tim Mott ideen om klip, kopiér, sæt ind-funktionaliteten ("cut, copy and paste") samt ideen om software, der ikke var baseret på forskellige tilstande ("modeless"). Mens han var hos Apple, var han med til at udvikle Apple Lisa- og Apple Newton-maskinerne. I den forbindelse var han medudvikler af sproget Object Pascal og dets brug i programudviklingspakker som MacApp.